# سرزمین خانه‌به‌دوش‌ها (کتاب)
سرزمین خانه‌به‌دوش‌ها: زنده ماندن در آمریکای قرن بیستم یک کتاب غیر داستانی منتشر شده در سال ۲۰۱۷ و به قلم روزنامه‌نگار آمریکایی جسیکا برودر است که به پدیده آمریکایی‌های سالخورده می‌پردازد که در نتیجه رکود بزرگ بین سال‌های ۲۰۰۷ تا ۲۰۰۹، برای یافتن کارهای فصلی مجبور به کوچ در سراسر ایالات متحده شده‌اند.

## فیلم‌های اقتباسی
از این کتاب یک فیلم مستند کوتاه به نام CamperForce (2017) اقتباس شده‌است.
اقتباس سینمایی بعدی با عنوان سرزمین خانه‌به‌دوش‌ها نیز توسط کلویی ژائو اقتباس و کارگردانی شد و در سال ۲۰۲۰ به نمایش درآمد. در این فیلم مکدورماند و دیوید استراتیرن در کنار لیندا می، شارلین سوانکی و باب ولز، سه خانه به دوشی که در این کتاب حضور داشتند، بازی کردند. این فیلم با دریافت چهار نامزدی در هفتاد و هشتمین دوره جوایز گلدن گلوب با کسب چهار نامزد: بهترین فیلم - درام و بهترین کارگردانی - فیلم سینمایی ژائو با استقبال منتقدان روبرو شد. همچنین نامزد دریافت هفت جایزه بفتا و بنده ۴ مورد از آنها در هفتاد و چهارمین دوره جوایز بفتا در آوریل ۲۰۲۱ شد. شش نامزدی اسکار ۹۳ و برنده ۳ جایزه بهترین فیلم، بهترین کارگردانی برای ژائو و بهترین بازیگر زن برای مک دورمند شد.